# Haus des Meeres
Koordinaten: 48° 11′ 51,6″ N, 16° 21′ 10,4″ O
Das Haus des Meeres ist neben dem Tiergarten Schönbrunn und dem Lainzer Tiergarten einer von drei Zoos in Wien. Die hauptsächlich aus Meeresaquarien und Terrarien bestehende Anlage befindet sich im 6. Wiener Gemeindebezirk, Mariahilf.

## Allgemeine Informationen
Das Haus des Meeres zeigt durch den Zubau auf über 8000 m² mehr als 10.000 Tiere. Der Schwerpunkt des Zoos liegt bei der Aquarienhaltung von Tieren vorzugsweise aus dem Mittelmeer und aus tropischen Süß- und Seewasserhabitaten, etwa Piranhas, Meeresschildkröten und Korallen. Mit über 640.000 Besuchern im Jahr 2018 konnte das Haus zum zwölften Mal in Folge einen Rekord vermelden. Damit zählt es zu den meistbesuchten Sehenswürdigkeiten der Stadt Wien.
Ergänzt wird das Angebot durch eine Terrarienabteilung sowie ein Tropenhaus mit Vögeln, Flughunden und Affen (u. a. Weißbüschelaffen), die nicht durch Gitter oder Glasscheiben von den Besuchern getrennt sind. Im Krokipark über der Eingangshalle sind Krokodile, Schildkröten, Fische, Affen und Vögel zu sehen. Zuletzt wurden ein Hammerhai-Rochenbecken im neu zugänglichen 10. Stock und eine Amazonaspassage im 9. Stock eröffnet. Vom 9. bis zum 10. Stock befindet sich das kleine Flakturmmuseum, das nach der Devise Erinnern im Innern errichtet und erweitert wurde.
Das Haus des Meeres ist eine private Initiative. Die gemeinnützige Einrichtung kommt seit dem Jahr 2010 ohne Subventionen der Stadt Wien aus.

## Geschichte
Eine Besonderheit des Hauses des Meeres ist die Unterbringung in einem ehemaligen Flakturm aus dem Zweiten Weltkrieg im Esterházypark.
Schon bei der Gründung des Vereins Gesellschaft für Meeresbiologie am 26. November 1957 (Präsident war Fritz Hartel, Vizepräsident Viktor Otte) durch Wissenschaftler und Wirtschaftstreibende stand das Ziel fest, im ehemaligen Flakturm Esterházypark ein „Haus des Meeres“, das erste Seewasseraquarium in Österreich, zu etablieren. Diese Einrichtung sollte auch zu einem Zentrum der europäischen Meeresforschung ausgebaut werden. Die wissenschaftliche Leitung übernahmen Rupert Riedl und Ferdinand Starmühlner.
Bis 1965 wurden die ersten eineinhalb Stockwerke des Gebäudes adaptiert und 40 Schaubecken eingerichtet, wobei in den ersten Jahren auch die Scheiben ausrangierter Wagen der Wiener Straßenbahn zum Einsatz kamen. Am 24. Mai 1973 erfolgte durch Franz Six, der seit dem Neubeginn 1965 ehrenamtlich tätig ist, die Änderung des Vereinsnamens in Haus des Meeres – Vivarium Wien, was dem tatsächlichen Tätigkeitsfeld, wie er sich nun darstellte, besser Rechnung tragen sollte.
In den folgenden Jahrzehnten wurden nacheinander weitere Stockwerke erschlossen, die Haustechnik erneuert und der Tierbestand erweitert. 1991 entstand im Zuge der Wiener Festwochen die weithin sichtbare Aufschrift Smashed to pieces in the still of the night / Zerschmettert in Stücke im Frieden der Nacht des amerikanischen Künstlers Lawrence Weiner; sie war als temporäre Wortskulptur im öffentlichen Raum gedacht. Die Aufschrift wurde im Zuge des Ausbaues des Hauses des Meeres nach langen Diskussionen mit Zustimmung Weiners 2019 überdeckt.
In Zusammenarbeit mit Kurt Kolar, dem späteren Vizedirektor des Tiergartens Schönbrunn, wurde das Vivarium 1992 um eine Quarantänestation für beschlagnahmte und ausgesetzte Reptilien erweitert, die bis heute besteht.
Am 23. Jänner 1997 wurde nach zwei Jahren Bauzeit das neue Hai- und Schildkrötenbecken eröffnet, mit einer Systemmenge von über 120.000 Liter damals eines der größten Seewasseraquarien in Europa. Seit 1998 sind alle Stockwerke des Bauwerkes wieder mit einem Aufzug auch barrierefrei erreichbar, nachdem der seit Ende des Krieges nicht mehr funktionsfähige alte Aufzug ersetzt wurde.
Zur artgerechten Haltung von Riesenschlangen, Leguanen, Waranen, Agamen, Mambas und anderen Reptilien und anlässlich des 40-Jahre-Ausstellungsjubiläums wurden am 30. Juni 1999 mehrere Großterrarien der Öffentlichkeit präsentiert.

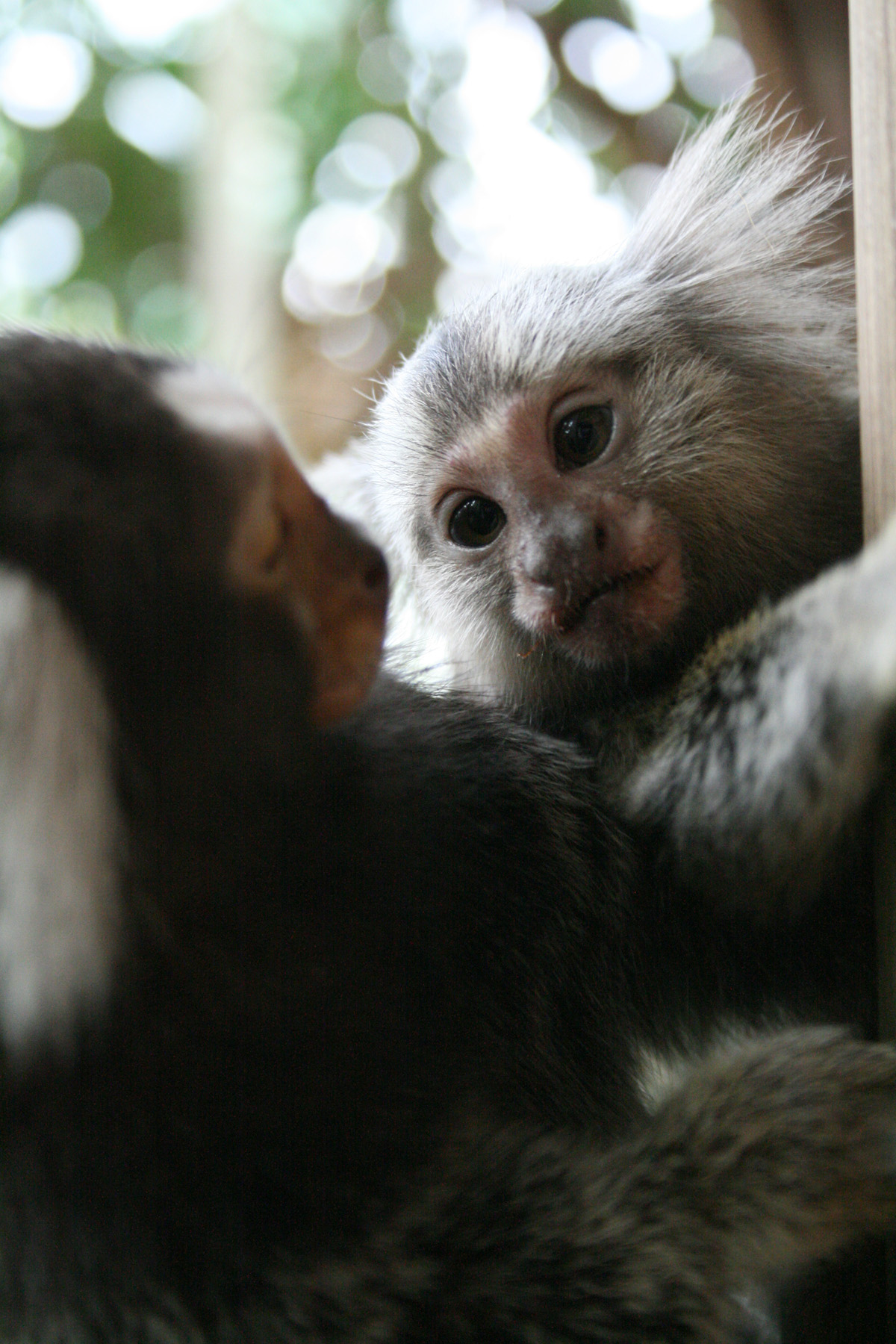
Weißbüschelaffen im Tropenhaus

Die auch von außen augenfälligste Erweiterung des Vivariums, das Tropenhaus an der Westfassade, wurde am 7. September 2000 nach einjähriger Bauzeit eröffnet. Diese einem Wintergarten ähnlich mit Glaswänden versehene Konstruktion bietet Besuchern die Möglichkeit, freifliegende Vögel, Flughunde, freilaufende Weißbüschelaffen, Schildkröten u. a. in tropischem Klima zu beobachten und trug entscheidend zu einem neuen Rekord von 180.000 Besuchern in einem Jahr bei.

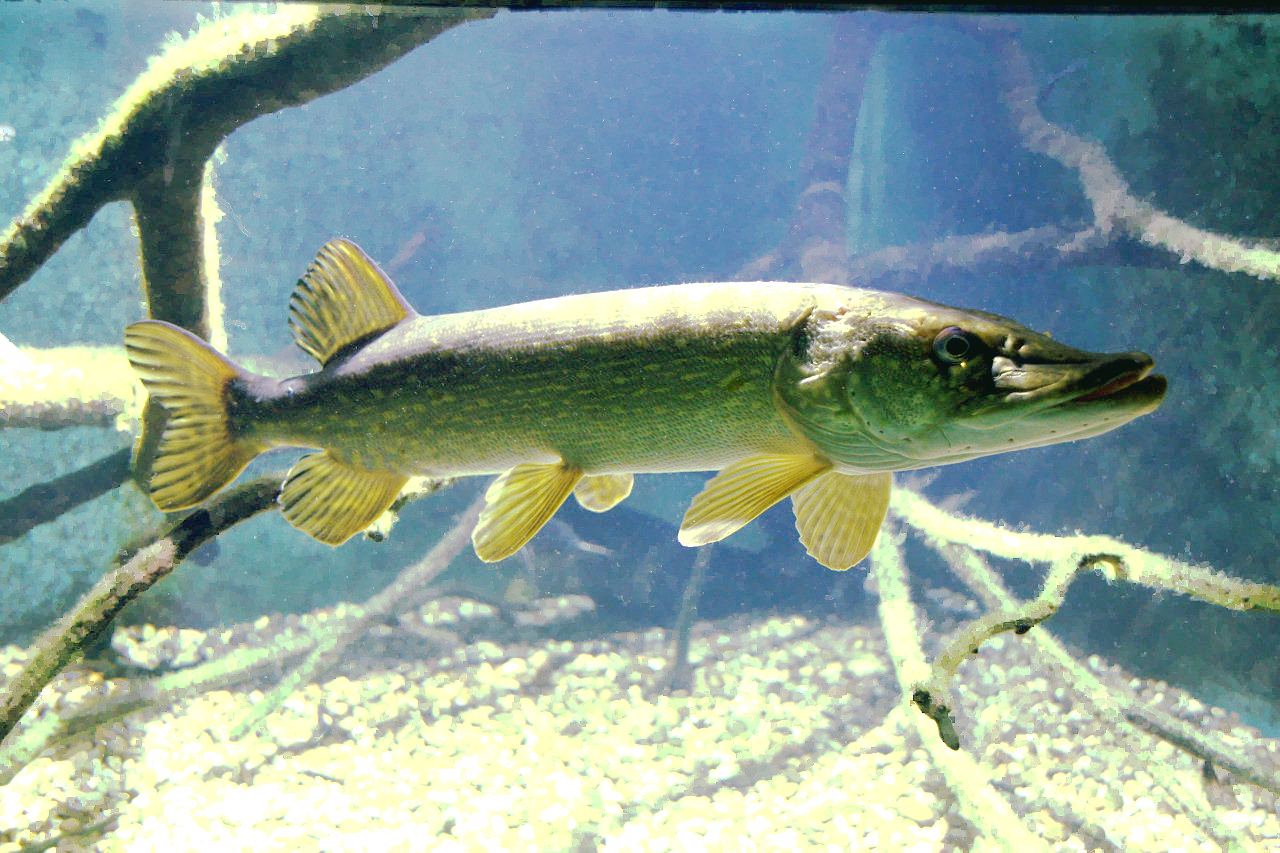
Europäischer Hecht

Eine speziell heimischen Fischarten gewidmete Abteilung wurde am 22. Mai 2002 eröffnet. Die Besucherzahlen stiegen kontinuierlich, und das Haus des Meeres, seit 2003 gemäß europäischen Richtlinien als Zoo zertifiziert, zählte 2004 erstmals mehr als 250.000 Besuche. Im selben Jahr wurde die sechste Gebäudeebene mit einem Aquaterrarium für Pfeilschwanzkrebse eröffnet. Seit April 2007 ist das Betreten der rundum führenden Plattform für Besucher des Hauses möglich.
Am 7. Mai 2007 wurde nach Verzögerungen aufgrund technischer Probleme das Hans & Lotte Hass Haibecken, das größte Aquarium Österreichs, eröffnet. Das dem Taucher und Meeresforscher Hans Hass und seiner Frau Lotte Hass gewidmete Becken fasst 300.000 Liter und beherbergt, nachdem bei der Übersiedlung sechs Haie starben, je einen Teppichhai und einen Weißspitzen-Riffhai, mehrere Schwarzspitzen-Riffhaie, eine Atlantische Suppenschildkröte (Chelonia mydas) und verschiedene weitere Meeresfische.
2009 wurde in einer Befragung im Bezirk eine Aufstockung für das Restaurant mehrheitlich befürwortet. Der Besucherbereich des Zoos erstreckt sich seit Juli 2010 über alle neun Stockwerke und die Dachterrasse.
Im Sommer 2013 wurde ein weiterer Ausbau abgeschlossen, im Zuge dessen ein neues Becken für die Hammerhaie errichtet wurde. In den oberen Stockwerken befinden sich 22 Bildtafeln über die Geschichte der Flaktürme sowie die Dauerausstellung Erinnern im Innern, die sich – im ehemaligen Kommandoraum des Leitturms untergebracht – mit der historisch-technischen Funktion des Bauwerks befasst.
Am 1. Juli 2015 wurde im Wiener Gemeinderat eine jahrelang verhandelte Vereinbarung beschlossen, den Flakturm, der erst um 2000 vom Bund an die Stadt Wien übergeben worden war, für einen symbolischen Euro an den Betreiberverein des Zoos zu verkaufen. Dieser erhielt für Investitionen in eigenes Eigentum leichter einen Kredit, die Stadt verzichtete auf 5300 Euro Monatsmiete und ersparte sich im Gegenzug die Erhaltung. Park und Kletterwand blieben allgemein zugänglich. Eine Klausel, dass die Stadt ein Rückkaufsrecht hat, sollte die Nutzung als Zoo enden, verhindert eine anderweitige kommerzielle Nutzung.
Die gemeinnützige Privatstiftung plante gemeinsam mit der HDM Betriebs-GmbH die Errichtung von Außenliften, die den Innenlift entlasten und auch den Zugang zum Dachcafé ohne Zooticket ermöglichen sollten. Die Fertigstellung erfolgte im Jahre 2020 im Zuge des Turmzubaus.
Am 9. September 2015 erfolgte der Spatenstich für den „Atlantik-Tunnel“, ein großes Becken mit mehr als einer halben Million Liter Salzwasser. Den Besuchern wird ermöglicht, in einer fast 15 Meter langen, frei im Wasser hängenden Glasröhre mit mehr als 15 Tonnen Eigengewicht durch das Aquarium zu „tauchen“. Die Errichtung hat die gemeinnützige Privatstiftung über die Betriebs GmbH aus eigenen Geldmitteln finanziert. Der Atlantik-Tunnel wurde am 15. Dezember 2016 eröffnet. Es dürfte sich um ein Unikat handeln, da in den bekannten Aquarienhäusern ausschließlich Tunnel mit festem Unterboden errichtet wurden. Dieses größte Aquarium Österreichs fasst 520 Kubikmeter und wurde dem langjährigen Vorstandsmitglied Jörg Ott gewidmet.
Für den Ausbau der Eingangshalle samt zusätzlichen zwei Aufzügen, Erweiterung der Garderobe und Schaffung von Kinderwagenabstellplätzen wurde am 23. Dezember 2016 das Vorprüfungsverfahren bei der MA 37 eingereicht. Die Fachabteilungen haben bei der Erstellung der Pläne teilweise mitgewirkt bzw. keine Einwände geltend gemacht. Der Zubau wurde am 5. Juli 2017 gestartet und sollte bis 2020 abgeschlossen werden. Ende September 2020 wurde der Zubau fertiggestellt.
Am 28. Februar 2018 wurde die um 400.000 € Baukosten völlig neu gestaltete Mittelmeerabteilung wiedereröffnet. Salzwasser hatte die Stahlarmierung der darunterliegenden Decke korrodiert, weshalb die neun neuen Aquarien (jeweils 150 Liter bis 15 Kubikmeter fassend) nun an den Wänden befestigt sind. Sie zeigen Quallen, Anemonen, Fische, Haie und Seepferdchen des "Hausmeers" der Wiener.
Anfang 2018 wurde bekannt, dass bis Anfang 2020 um rund 10 Millionen Euro ein Glaszubau vor die Eingangsfassade des Hauses des Meeres gesetzt wird. 3.000 Quadratmeter Nutzfläche sollten dadurch hinzukommen, der oben erwähnte Schriftzug Lawrence Weiners wurde übermalt. Im Zuge dieser Umbaumaßnahmen wurde auch eine Photovoltaikanlage aus 202 Modulen installiert. Der Strom aus der Anlage soll in erster Linie für das Haus des Meeres selbst verwendet werden.
Während der folgenden Jahre wurde der Zubau mit neuen Abteilungen ausgestattet und im Oktober durch die Eröffnung der Mangrovenabteilung fertiggestellt.

## Im Zoo entdeckte Tierarten
- 2019 in einem Aquarium: Heteromysis domusmaris, eine Schwebegarnele mit großen Augen, wahrscheinlich mit Steinen aus dem Korallendreieck des Pazifiks mitgekommen. Durch monatelange Vergleiche mit bekannten Arten entdeckt von Daniel Abed-Navandi und Karl J. Wittmann und nach dem Fundort benannt.[18] Später wurde am selben Ort eine weitere neue Art entdeckt und Heteromysis abednavandii benannt.[19] Eine weitere neue Schwebegarnelenart mit Ursprung Hawaii wurde 2021 beurkundet und unter dem Namen Heteromysis sixi dem langjährigen Geschäftsführenden Präsidenten und nunmehrigen Stiftungsvorstand Franz Six gewidmet.

## Bilder

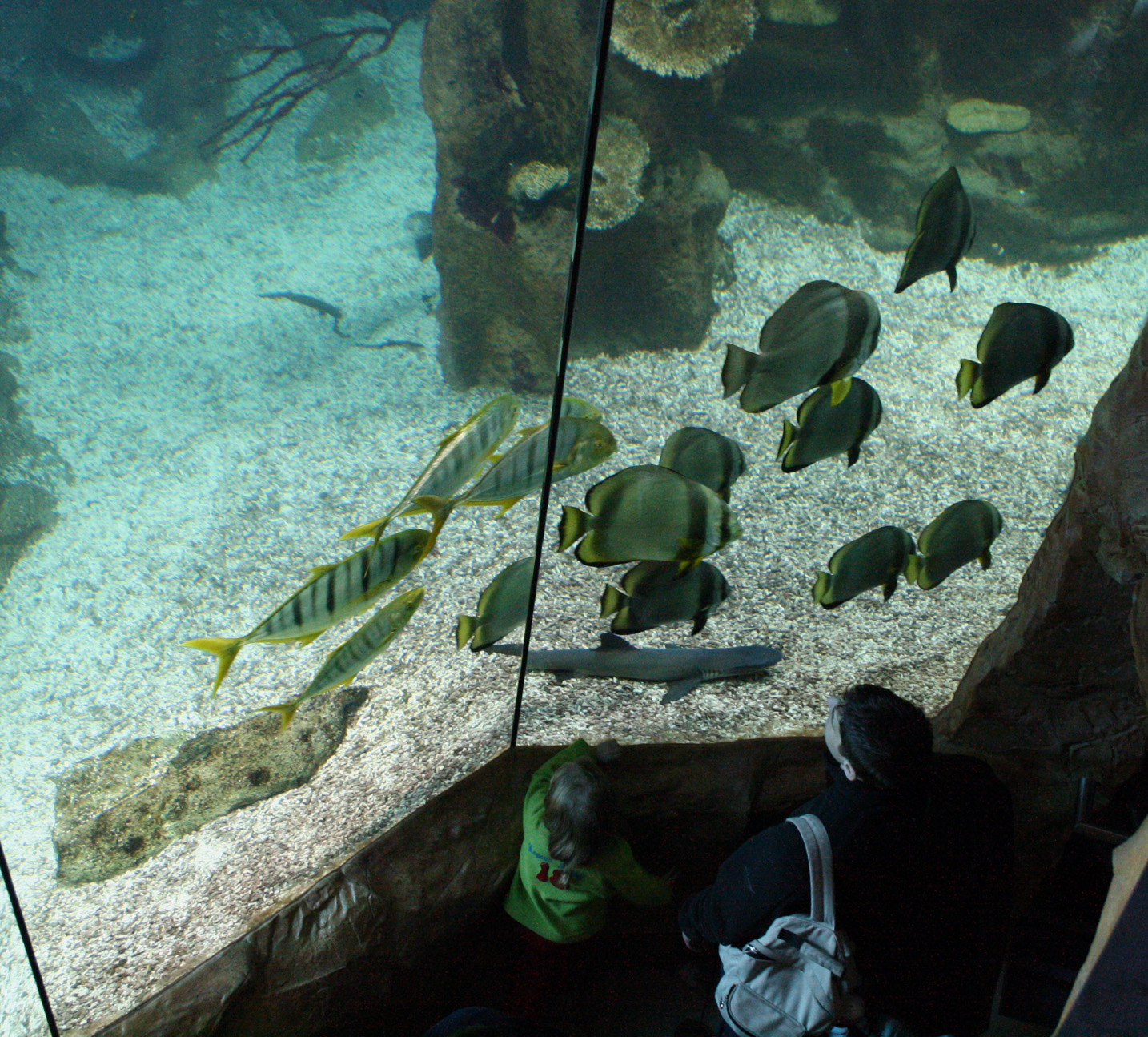
Hans & Lotte Hass Haibecken
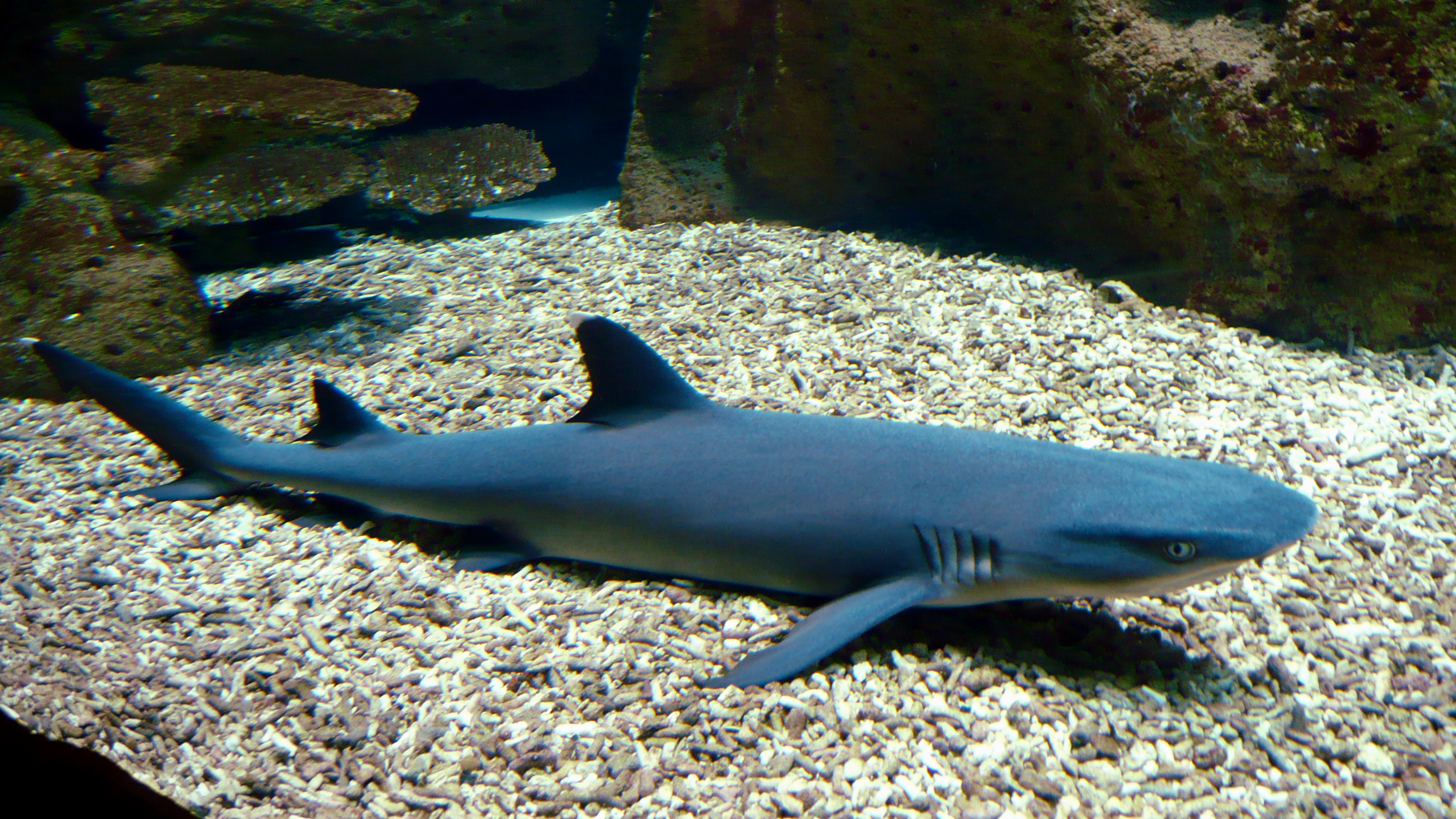
Weißspitzen-Riffhai
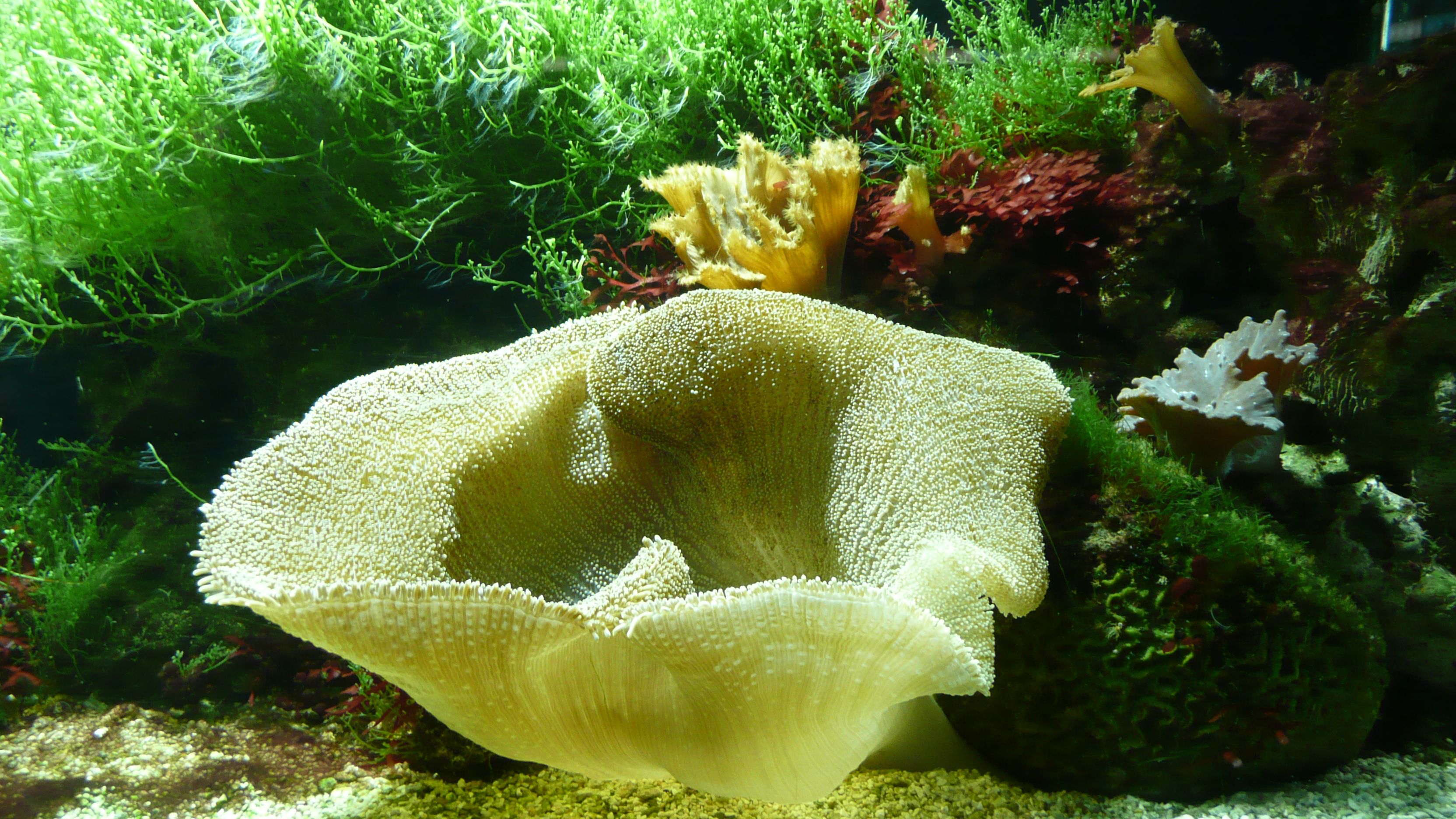
Teppichanemone
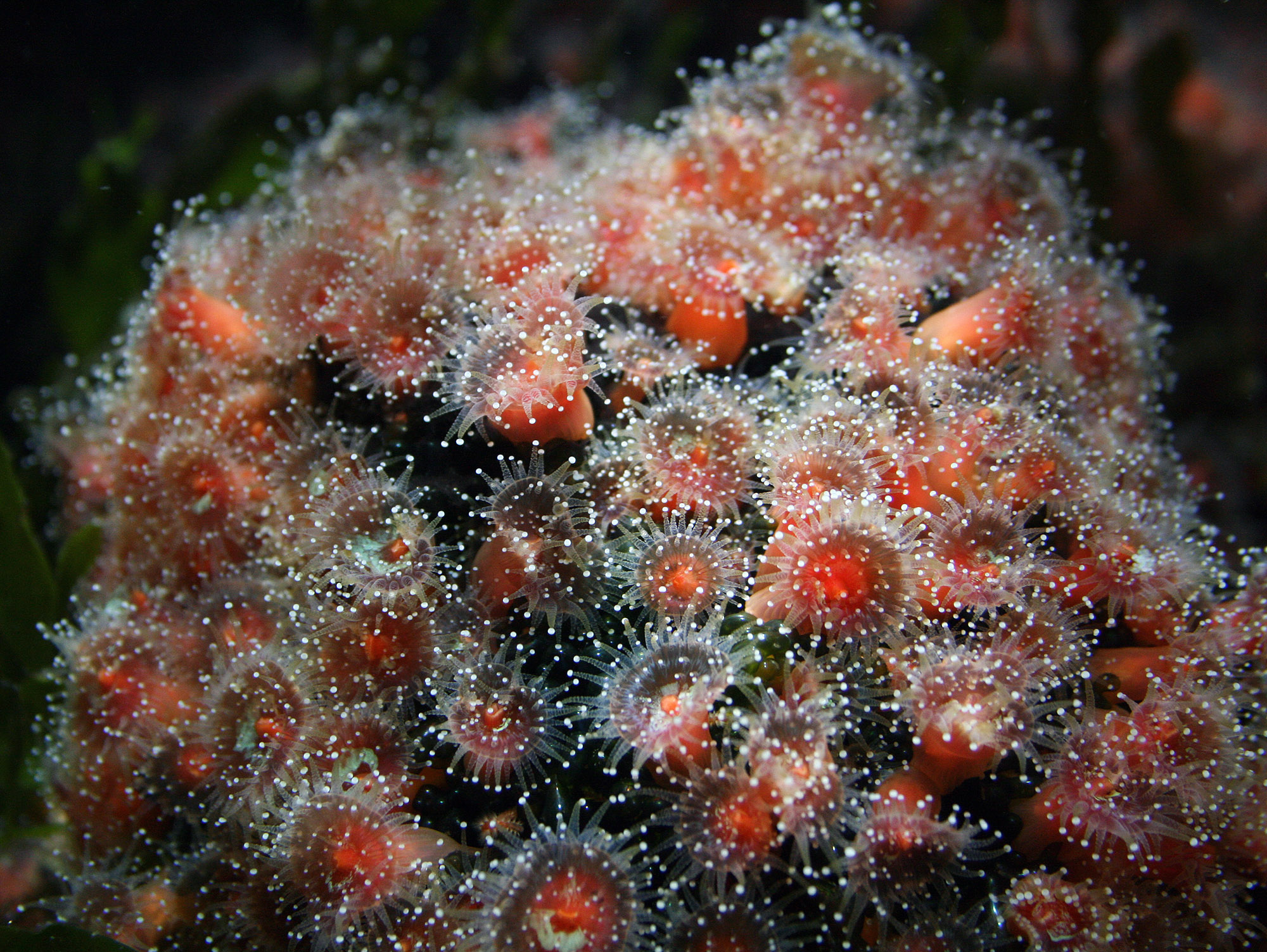
Korallenanemonen
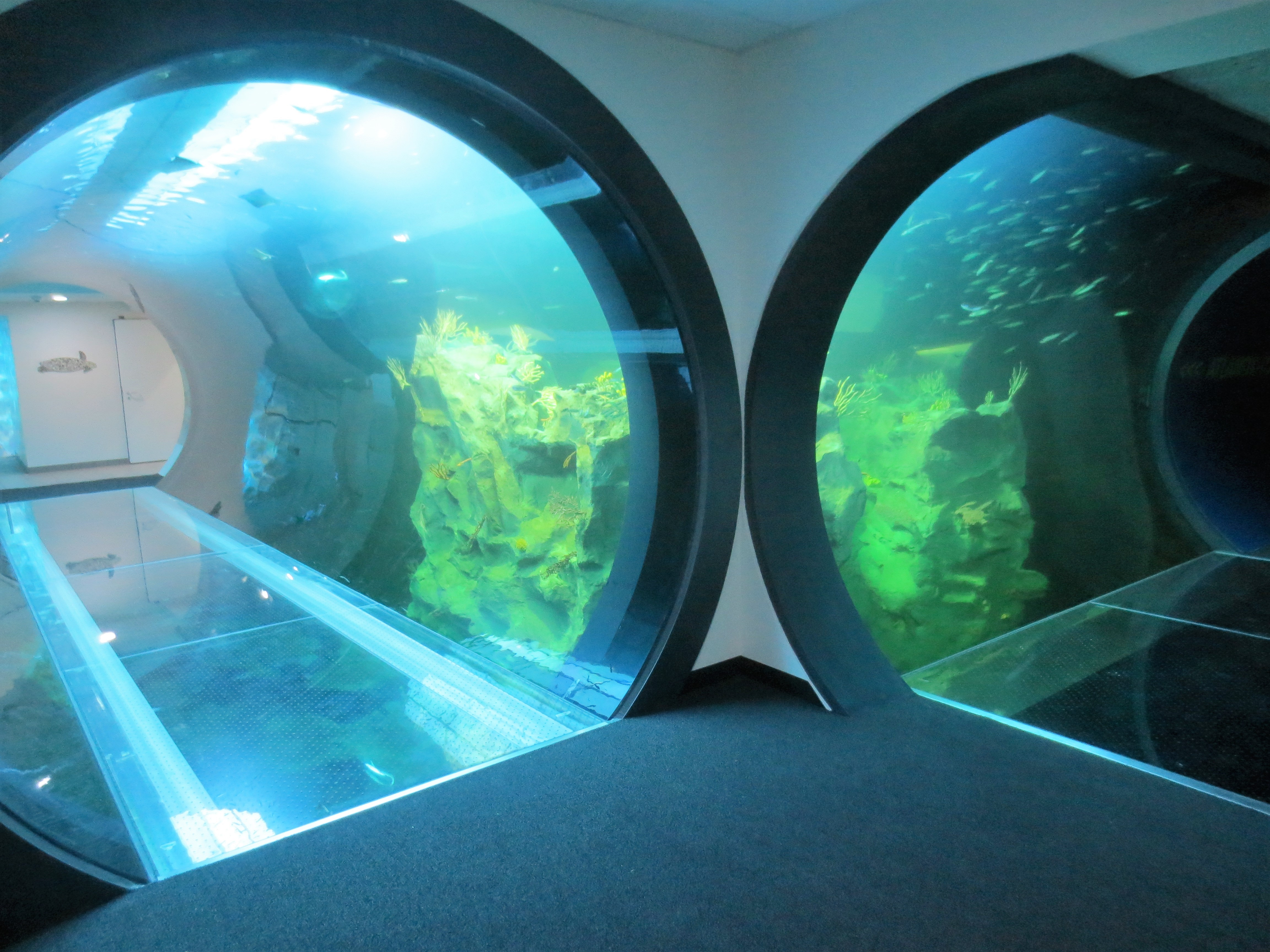
Atlantik-Tunnel